# Fort du Loch
Le fort du Loch est situé à Guidel dans le Morbihan.

## Historique
Construction militaire édifiée à partir de 1756, soit dix ans après le débarquement des Anglais, elle fait partie des défenses éloignées du port de Lorient. Le fort est entouré d'un large fossé et d'un mur d'enceinte percé de barbacanes. Son accès est commandé par un pont-levis. À l'intérieur, deux bâtiments sont destinés à la troupe et aux munitions. Ce fort, construit sur un tertre, n'a jamais été utilisé en guerre.
Le fort du Loch fait l’objet d’une inscription au titre des monuments historiques depuis le 1er juin 1960.

Guidel : vue panoramique sur le fort du Loch
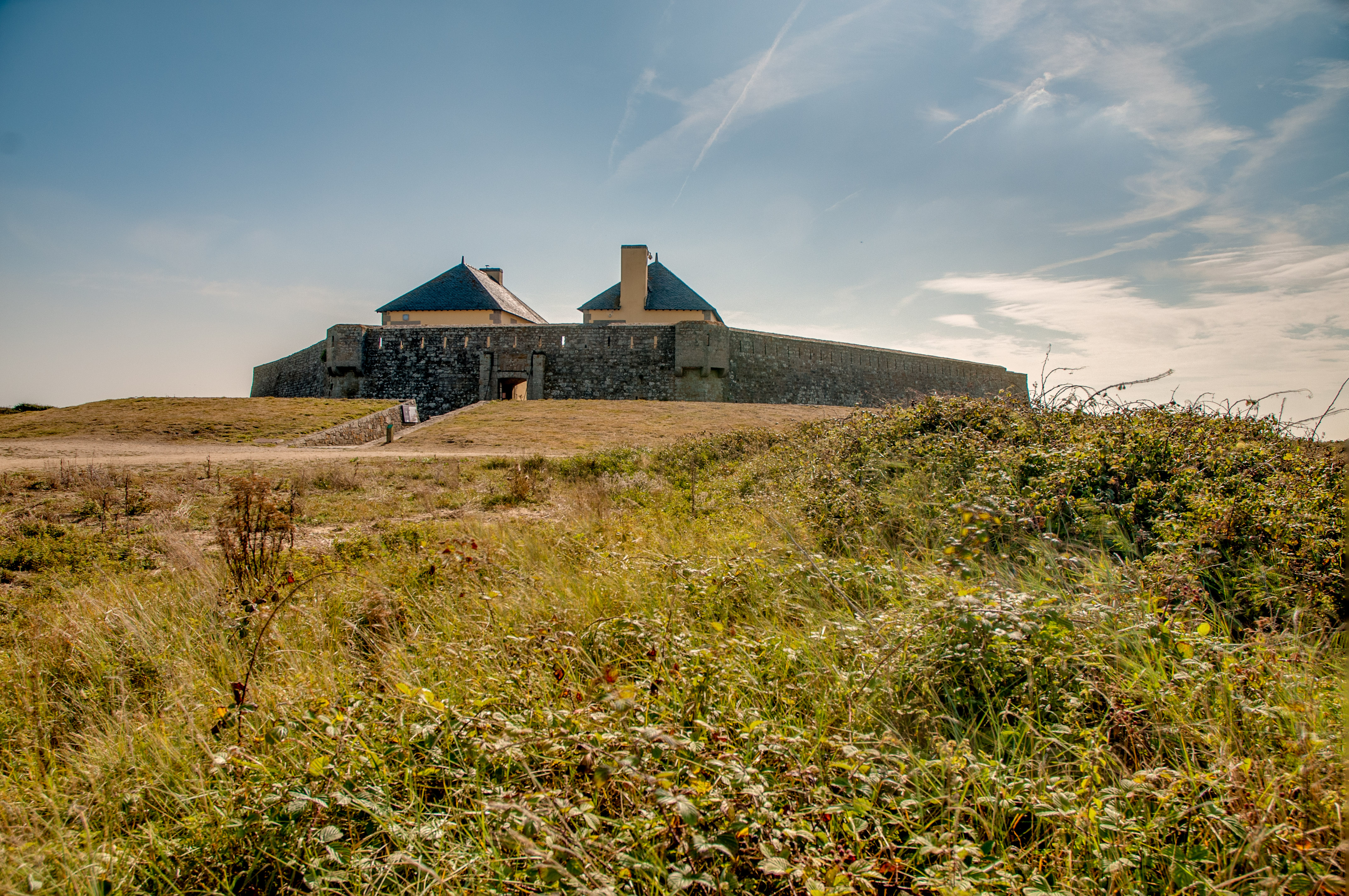
Guidel : le fort du Loch sur son tertre
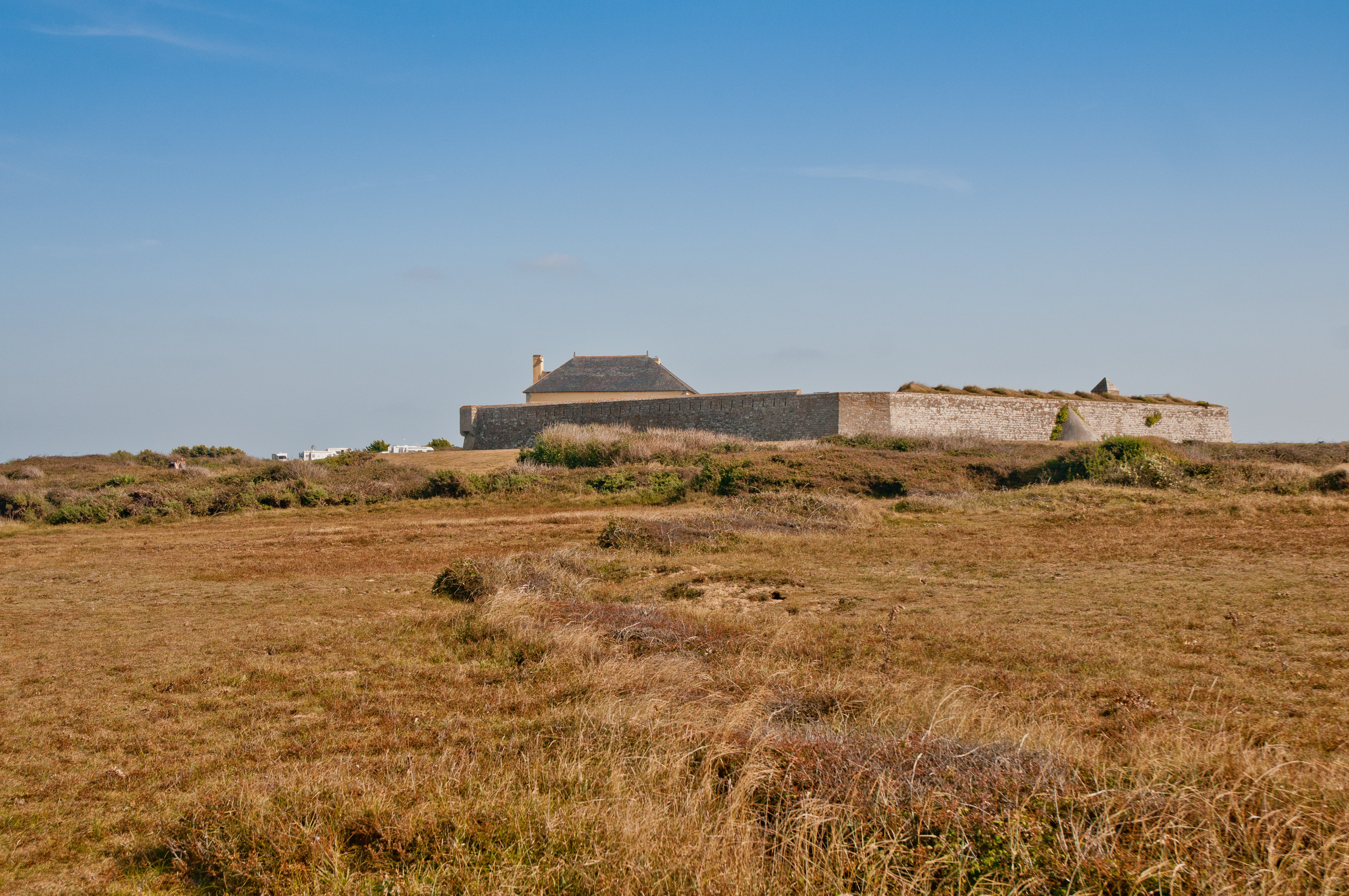
Guidel : le fort du Loch, angle nord-ouest
Guidel : le fort du Loch, vue panoramique de l'intérieur du fort
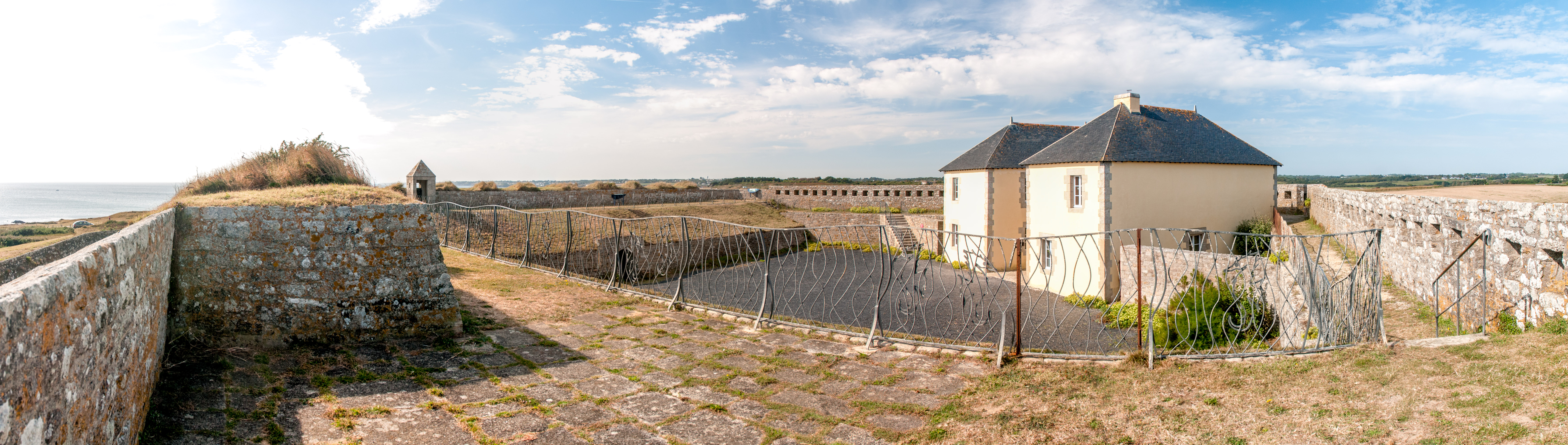
Guidel : le fort du Loch, vue panoramique sur la cour intérieure
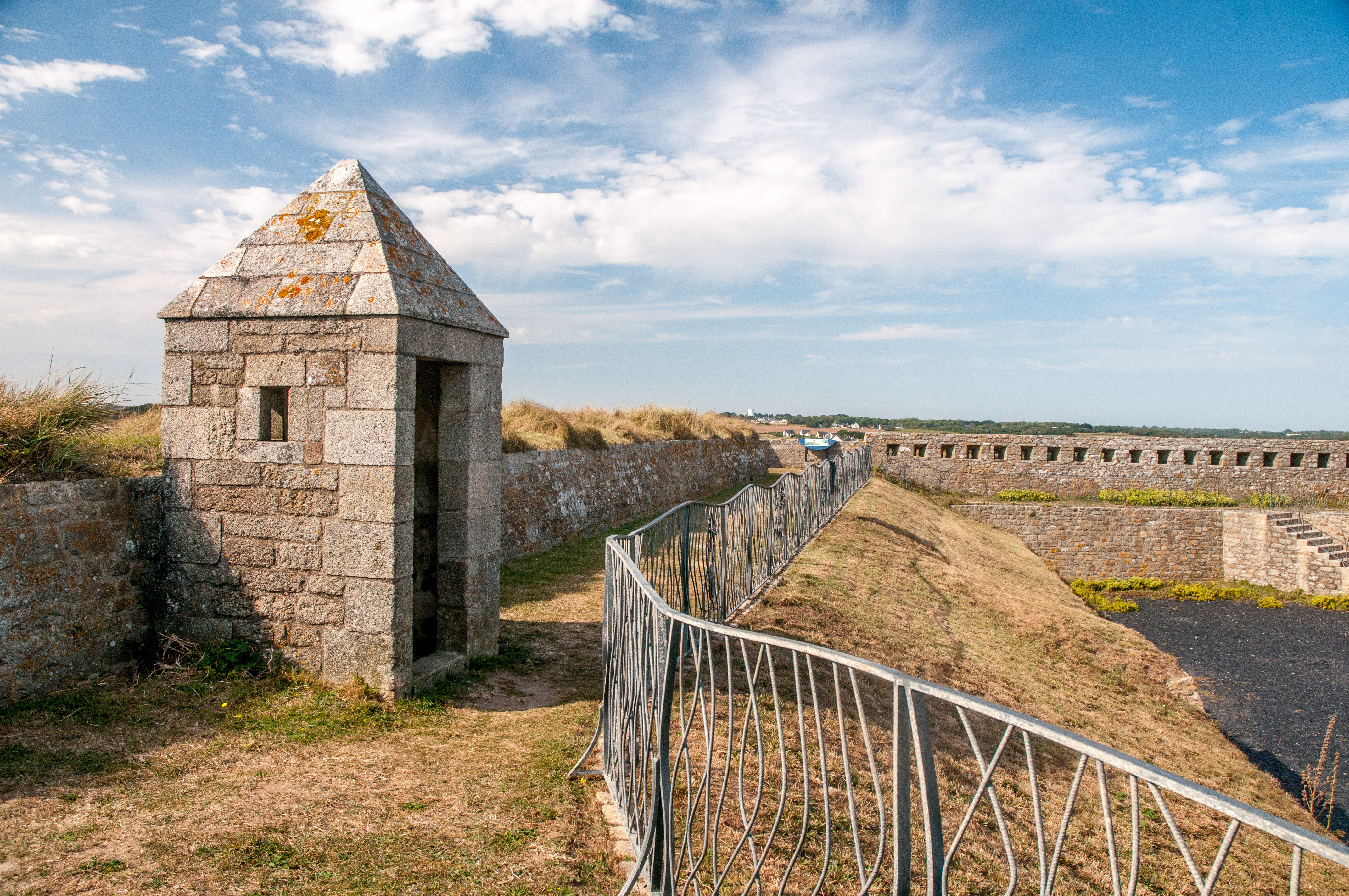
Guidel : le fort du Loch, la tour de guet